# 乌饭瑞香
乌饭瑞香（学名：Daphne myrtilloides）为瑞香科瑞香属下的一个种。